# Paracanthocinus
Paracanthocinus is een kevergeslacht uit de familie van de boktorren (Cerambycidae). De wetenschappelijke naam van het geslacht werd voor het eerst geldig gepubliceerd in 1965 door Breuning.

## Soorten
Paracanthocinus is monotypisch en omvat slechts de volgende soort:
- Paracanthocinus laosensis Breuning, 1965